# 台鐵10200系鋼體客車
臺鐵10200系鋼體客車，是臺灣鐵路管理局所使用的一種莒光號客車車型。

## 概要
除了引進首批車頂冷氣型復興號以外，臺鐵於1985年也引進了與車頂冷氣型復興號類似的莒光號客車，即10200系列客車，於1986年1月25日加入營運。
這批莒光號僅有16輛，客車的貫通門採用了當時新型的紅外線感應式自動門。為了讓客車空調設備發揮較佳效能，所以將冷氣機移至車頂上方，也因此多出來的空間將可以裝設車門，使得上下車的速度可以增快。
- 35FPK10200型：10輛，純客車。
- 35FPK11200型：4輛，附車長室的客車，也是唯一車長室採用大窗的莒光號車型（復興號35SPK21200型之車長室亦為大窗）。
- 35FPK11300型：2輛，臺鐵首批附有「身心障礙人士專用設備（時稱『殘障旅客專用座位』）的客車，也是臺鐵無障礙客車始祖。

35FPK11201、11203之車長室及廁所與客車的通道門原為紅外線自動門，但常常故障之後需要手拉開啟，而在通道門玻璃上也會將「自動門」牌子用膠帶貼成「手動門」。有時內部結構的阻力造成車門難以推拉，2012年已改為向車內拉的手拉門（與舊型莒光號通道門相同的型式）。由於後續的莒光號車型增加LED與自動門設計，故此為唯一一個車頂冷氣的摺疊門莒光號客車。
此批客車已於2022年時全數報廢除籍。
註：
- 1991年11月15日：北上1006次EMU100型自強和南下1次莒光號在造橋134號誌站，因車上的ATS/ATW系統故障，司機員疏忽造成列車冒進號誌，與1次莒光號發生側撞，這場造橋事故導致30人死亡及112人受傷，導致35FPK10207、35FPK10209報廢。
- 臺鐵預計將該型車改造為10600系客車，但是改造因弊端而提前中止，35FPK10201、35FPK10203、35FPK10204、35FPK10206共4輛車未改造完成而報廢除籍。
- 該型車曾計畫改造為貴賓車，但是後續因故停止，35FPK10208、35FPK10210共2輛車未改造完成而報廢除籍。

## 保存車輛
- 國家鐵道博物館籌備處：35FPK11204
- 潮州基地：35FPK11302

## 圖片集

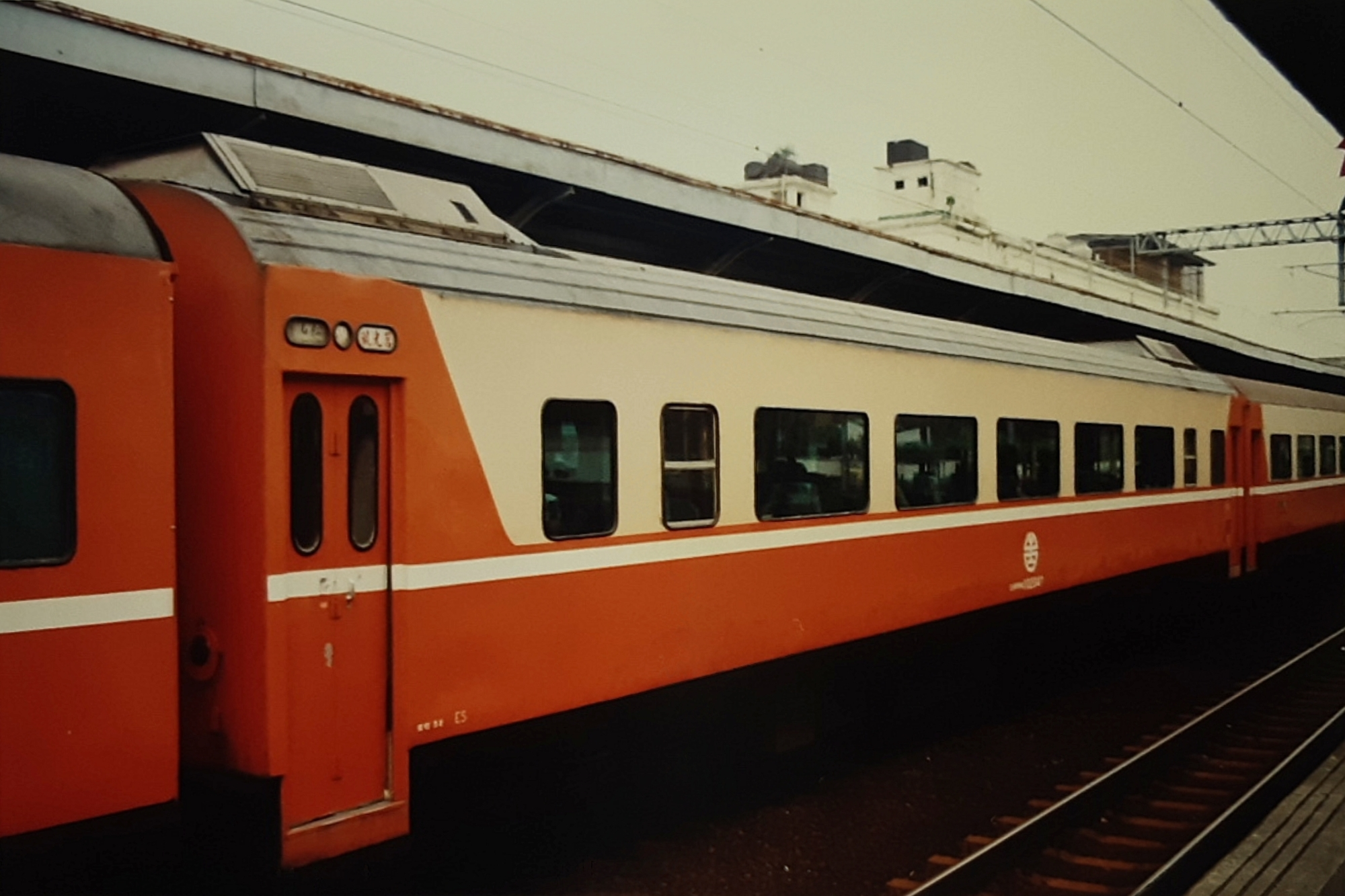
35FPK10204號
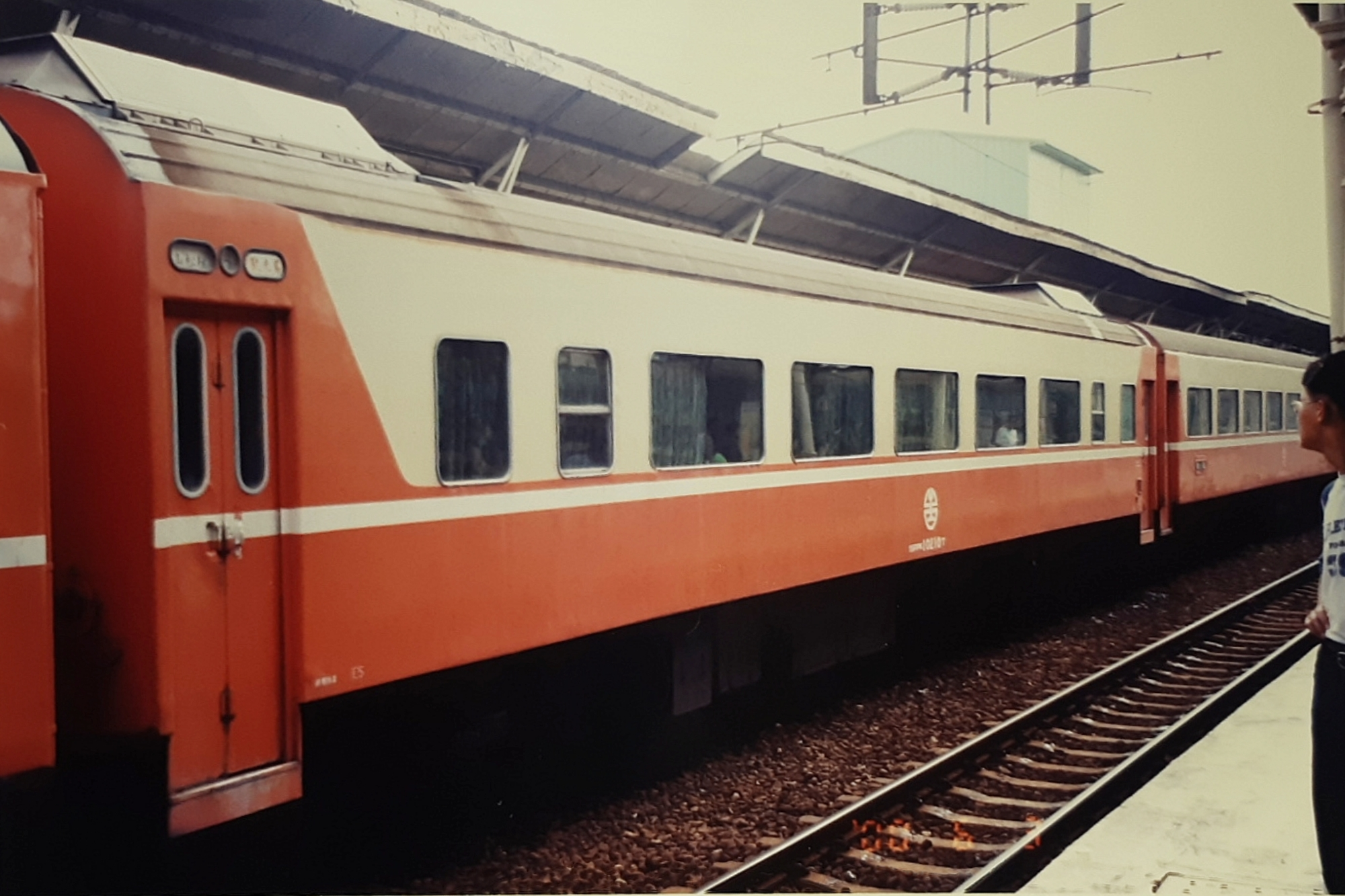
35FPK10210號
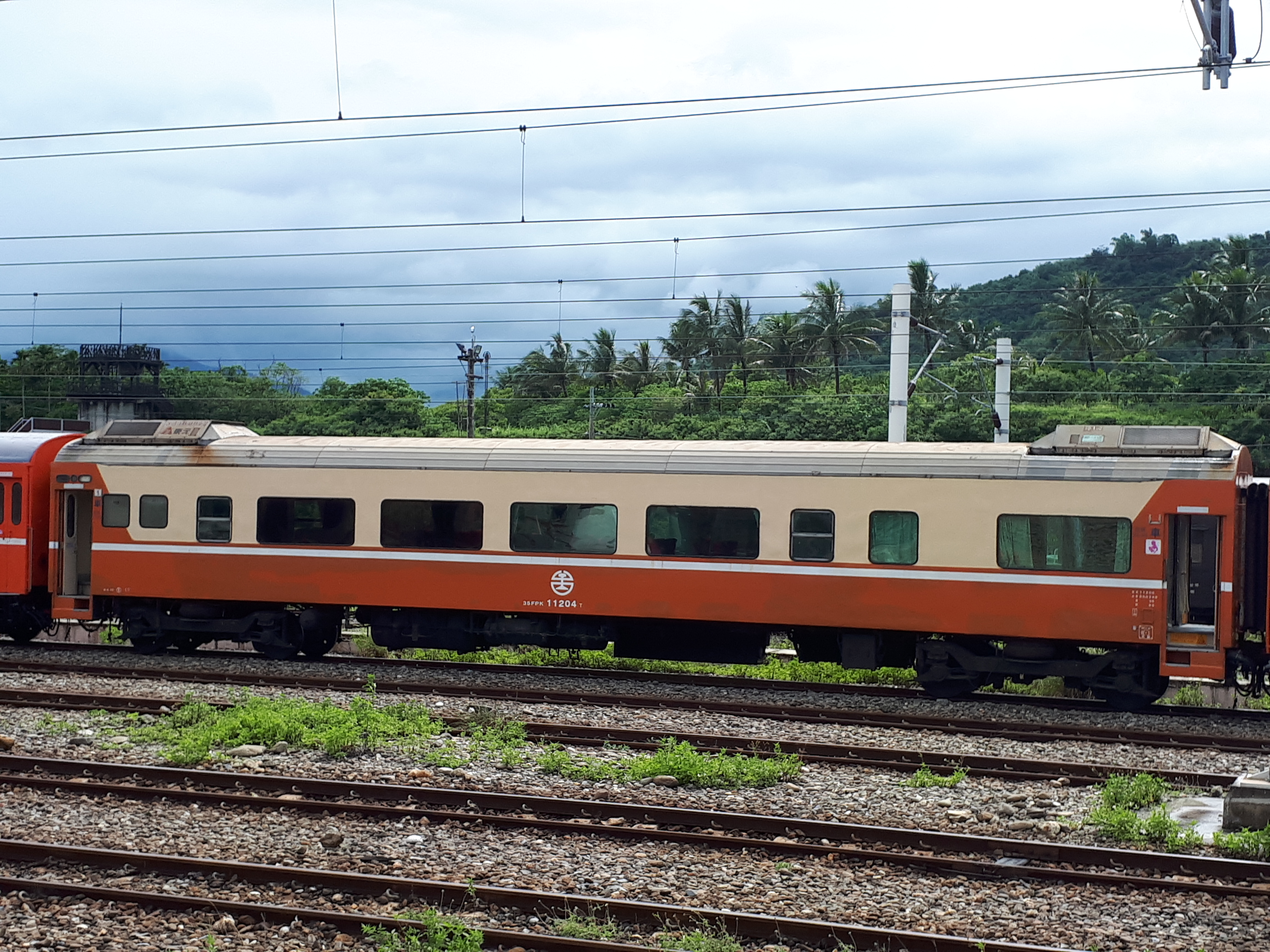
35FPK11204T號
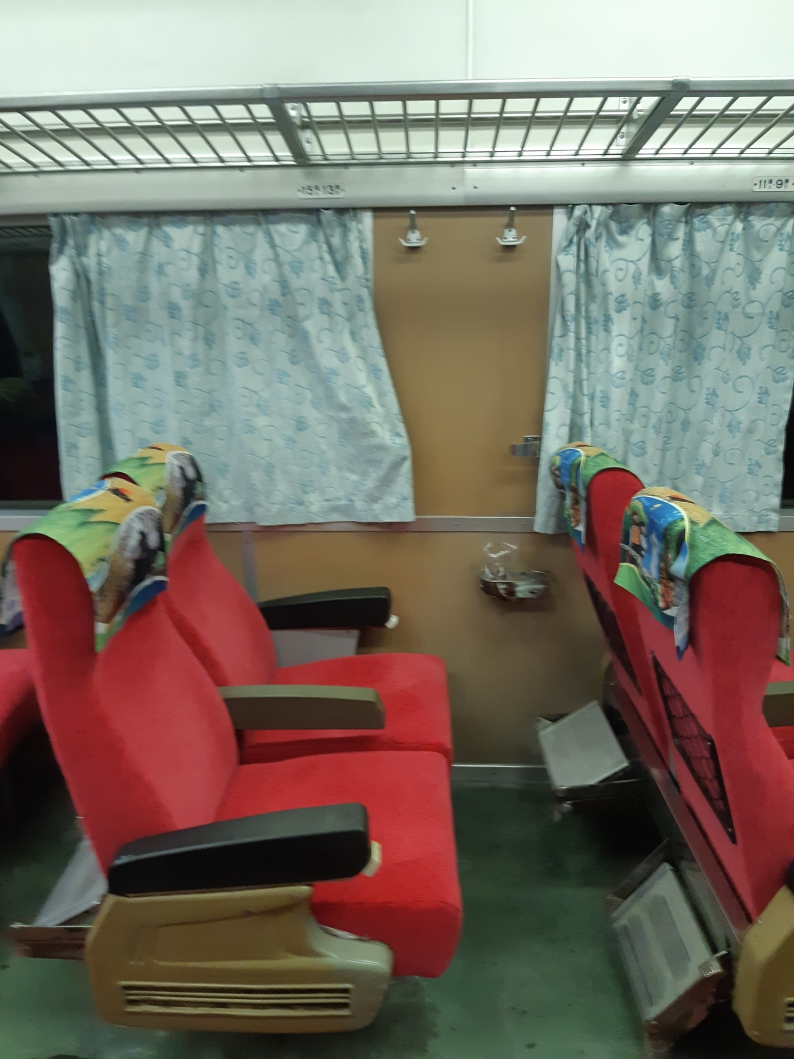
35FPK11200型部分靠窗座位對到柱子
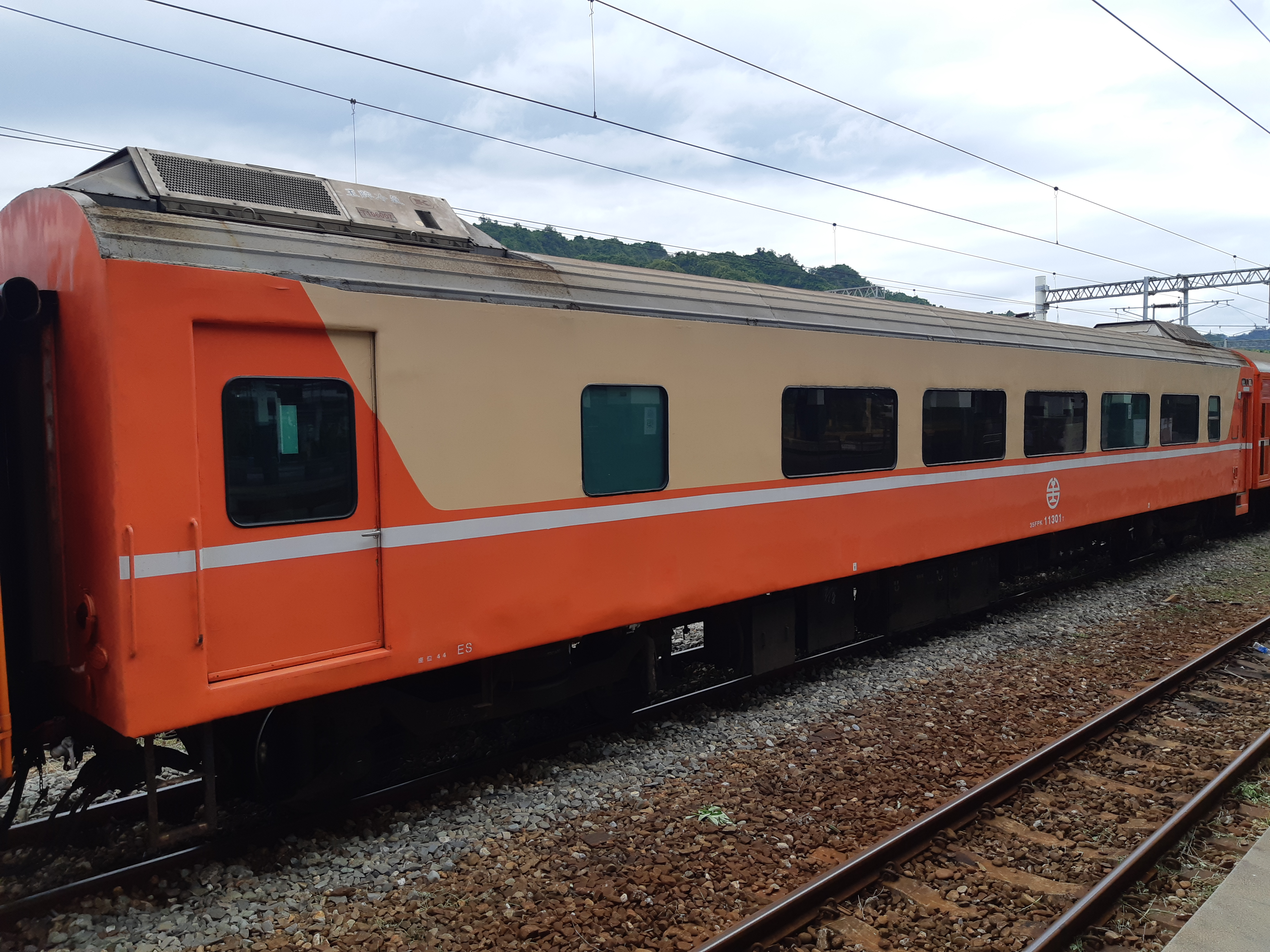
35FPK11301T號
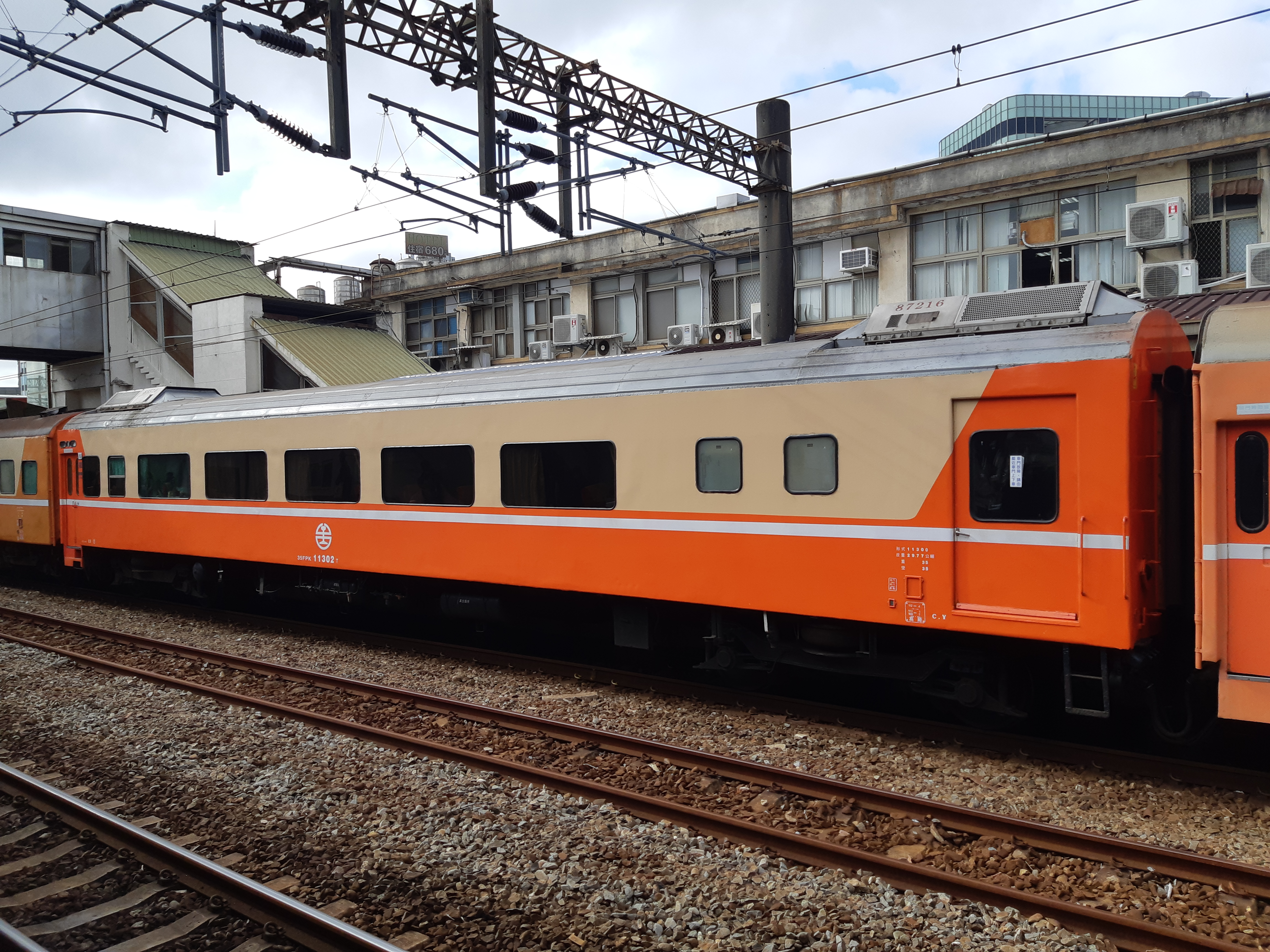
35FPK11302T號
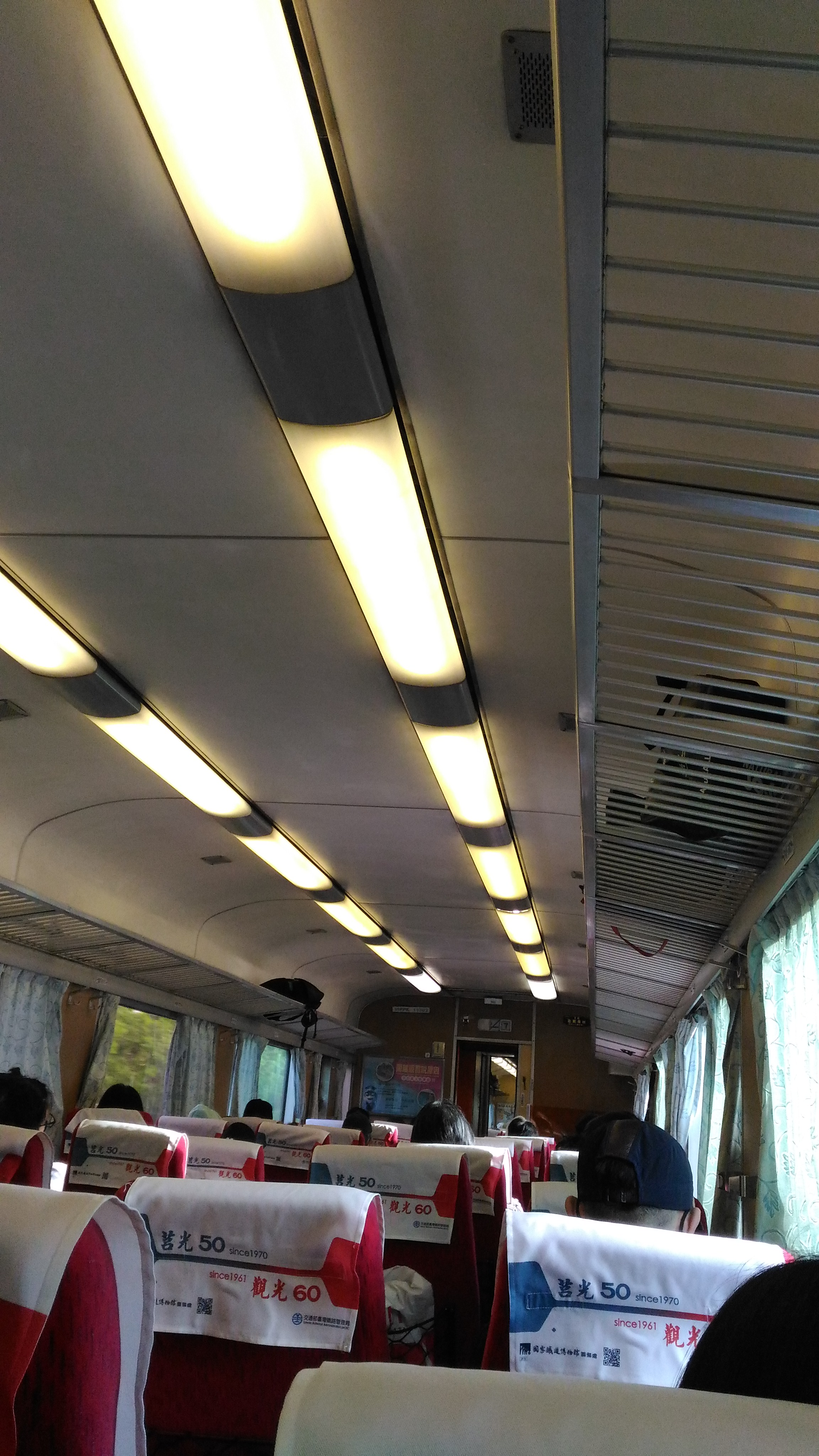
35FPK11302車廂內部